# سیارک ۱۳۰۰۵
سیارک ۱۳۰۰۵ (به انگلیسی: 13005 Stankonyukhov، نامگذاری:1982SQ7) سیزده هزار و پنجمین سیارک کشف شده‌است که در ۱۸ سپتامبر ۱۹۸۲ کشف شد.
قدر مطلق سیارک برابر ۴۰.۷ است.